# Agano (stad)
Agano (Japans: 阿賀野市, Agano-shi) is een stad in de prefectuur Niigata in Japan. De stad is 192,72 km2 groot en had op 1 maart 2008 een geschatte bevolking van ruim 46.000 inwoners.
Op 1 april 2004 is Agano ontstaan door samenvoeging van de gemeenten Yasuda, Suibara plus de dorpen Kyogase en Sasakami.

## Verkeer
Agano ligt aan de Ban-Etsu-autosnelweg en aan de autowegen 49, 290, 459 en 460.

## Aangrenzende steden
- Niigata
- Gosen
- Shibata